# Mihaloğlu Ali Bey
Mihaloğlu Ali Bey sau Gazı Alauddin Mihaloğlu Ali Bey (n. 1425, Imperiul Otoman – d. 1507, Plevna, Imperiul Otoman) a fost un comandant militar otoman din secolul al XV-lea și primul sangeac-bei al sangeacului Semendria. A fost unul dintre descendenții lui Köse Mihal, guvernator bizantin al Chirmenkiei și camaradul de luptă al lui Osman Gazi.

## Cariera militară
În 1459 a efectuat un raid militar în provincia Transilvania a Regatului Ungariei, dar a fost învins în lupta de la Futak de Mihai Szilágyi, unchiul regelui Matia Corvin și regent al Ungariei (1458-1459), și astfel a fost obligat să se retragă.
În 1460 Ali Bey a devenit subaș al cetății Güvercinlik (Golubac, astăzi în Serbia). În cursul uneia dintre expedițiile sale în Banat, a reușit să surprindă și să captureze mica armată avansată a lui Szilágyi la Pojejena. L-a luat prizonier pe Mihai Szilágyi și l-a transportat la Constantinopol pentru a fi decapitat acolo din ordinul sultanului. Acest succes l-a adus în grațiile sultanului, care, în cursul aceluiași an, l-a numit sangeac-bei al sangeacului Vidin. Mai târziu, în 1462/1463, a devenit sangeac-bei al sangeacului Semendria.
În 1462, în calitate de bei al Semendriei, a efectuat constant raiduri în comitatul Torontal din Ungaria, dar s-a retras spre sud, după ce au sosit în zonă oștile de întărire ale lui Micheal de Szokoly și Peter de Szokoly. În 1463 l-a ajutat pe sultanul Mahomed al II-lea în atacul otoman asupra Bosniei, cu un atac de distragere a atenției asupra regelui Matia în regiunea Sirmia, dar a fost respins de oștile lui Andrei Pongrácz, paharnicul Ungariei. A efectuat brusc o manevră de schimbare a direcției către centrul Ungariei și a ajuns la Timișoara, unde a atacat oștile lui Ioan Pongrácz, voievodul Transilvaniei, și a fost învins într-o luptă strânsă.
La 7 februarie 1474 Ali Bey Mihaloğlu a atacat în mod neașteptat orașul Oradea. În fruntea celor 7.000 de călăreți ai săi, el a pătruns prin fortificațiile de lemn și a prădat orașul, a incendiat casele și i-a luat pe localnici ca prizonieri. Atacul turcesc avea ca scop jefuirea tezaurului Diecezei de Oradea, dar otomanii au întâmpinat o rezistență dârză din partea celor refugiați în castelul episcopal (în acea vreme episcopul Miklós Stolz Slanzi nu locuia acolo și niciun document nu menționează identitatea unui posibil căpitan ungar). Orașul a căzut, dar castelul nu a putut fi capturat; otomanii au fost nevoiți astfel să se retragă după o zi de asediu. În timp ce se retrăgeau, ei au devastat localitățile învecinate.
În 1476 Ali Bey, împreună fratele său, Skender Pașa, au plecat de la Semendria în fruntea unei oști de 5.000 de spahii și au traversat Dunărea într-o a doua încercare de a ajunge la Timișoara. Oastea turcească s-a confruntat cu o oaste a nobilimii maghiare la Pančevo. Ali Bey a suferit o înfrângere totală și abia a reușit să scape cu o barcă mică. Maghiarii i-au urmărit pe turci în valea de pe malul opus al râului Nadela, unde i-au eliberat pe toți prizonierii maghiari capturați anterior și au luat și 250 de prizonieri otomani. În 1478 beiul Semendriei i s-a alăturat lui Ömer Bey Turahanoğlu în atacul împotriva posesiunilor venețiene de pe țărmurile Dalmației.
În 1479 Ali Bey a lansat cel mai mare atac al său asupra Regatului Ungariei. El și-a condus armata către regiunea Sebeș, a jefuit orașul Alba Iulia, dar a fost oprit de Pál Kinizsi (Paul Chinezu) în Bătălia de la Câmpul Pâinii.

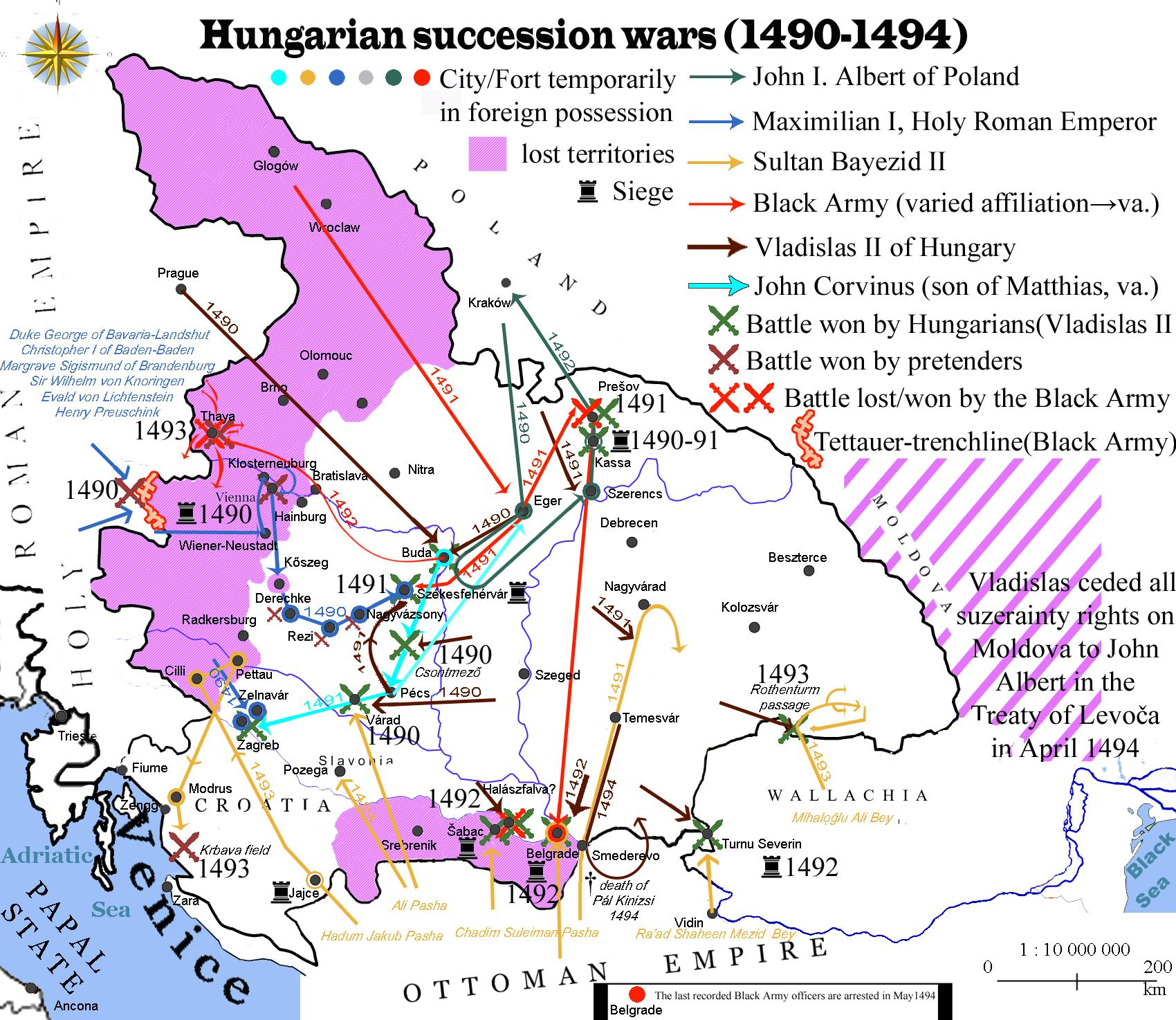
Campania din Transilvania a lui Ali Bey Mihaloglu din 1493

Pe la sfârșitul anului 1492 Vlad Călugărul, domnul Țării Românești, i-a avertizat pe unguri de o posibilă ofensivă otomană în Transilvania. Într-o încercare de a-l învinge pe voievodul promaghiar al Transilvaniei, sultanul Baiazid al II-lea a pornit în marș prin Țara Românească pentru a pătrunde în Ungaria. Turcii au trecut prin Pasul Turnu Roșu și s-au îndreptat spre interiorul Transilvaniei, înaintând pe valea râului Olt. La vremea respectivă, regiunea nu avea un voievod legitim, dar vicevoievodul Ștefan Telegdi a preluat conducerea armatei și a blocat drumul de întoarcere al otomanilor. Maghiarii au reușit să recupereze prada și prizonierii și au provocat forțelor otomane pierderi grele (câteva mii de victime). Cu toate acestea, după moartea lui Vlad Călugărul în 1495, a urcat pe tronul Țării Românești fiul său, domnul prootoman Radu cel Mare.

## Moștenire
Unii istorici au crezut că figura epopeică a lui Alija Đerđelez a fost inspirată de Ali Bey Mihaloglu.
Suzi Çelebi, katib-ul lui Mihaloğlu, l-a însoțit în bătălii și a scris Gazavatnam Mihaloğlu, un poem epic de 15.000 de versuri, din care doar 2.000 s-au mai păstrat. Deși poemul era destinat să fie o cronică militară epică, Çelebi a folosit un limbaj bogat ornamentat pentru a-l face la fel de atrăgător ca un poem liric.

## Legături externe
- Analiza unei poezii dedicate lui Ali Bey Mihaloğlu Arhivat în 7 iunie 2023, la Wayback Machine.